# Serie A2 2003-2004 (pallavolo maschile)
La Serie A2 italiana di pallavolo maschile 2003-2004 si è svolta dal 28 settembre 2003 al 13 maggio 2004: al torneo hanno partecipato sedici squadre di club italiane e la vittoria finale è andata per la prima volta all'API Pallavolo Verona.

## Regolamento
Le squadre hanno disputato un girone all'italiana, con gare di andata e ritorno, per un totale di trenta giornate; al termine della regular season:
- La prima classificata è promossa in Serie A1.
- Le classificate dal secondo al quinto posto hanno acceduto ai play-off promozione, strutturati in semifinali e finale, entrambe giocate al meglio di due vittorie su tre gare: la vincitrice è promossa in Serie A1.
- Le ultime quattro classificate sono retrocesse in Serie B1.

## Le squadre partecipanti
Le squadre partecipanti aumentarono da 14 a 16: Marmi Lanza Verona e Sira Cucine Ancona provenivano dalla Serie A1, mentre Armet Bassano del Grappa, Indeco Molfetta, Rocknowar! Onlus Formigine e Salento d'Amare Taviano erano le neopromosse dalla Serie B. Lamezia Terme cedette il diritto a partecipare alla Brill Rover Südtirol Bolzano.
| Squadra                       | Stagioni in Serie A2 | Allenatore                                | Campo di gioco                         |
| ----------------------------- | -------------------- | ----------------------------------------- | -------------------------------------- |
| Armet Bassano del Grappa      | 1                    | Giovanni Rosichini, poi Alberto Boldo     | PalaBassano di Bassano del Grappa, VI  |
| Brill Rover Südtirol Bolzano  | 1                    | Luca Moretti                              | PalaResia di Bolzano                   |
| Codyeco Santa Croce           | 17                   | Flavio Gulinelli                          | PalaFontevivo di San Miniato, PI       |
| Conad Forlì                   | 11                   | Pietro Scarduzio                          | PalaGalassi di Forlì                   |
| Esse-Ti Carilo Loreto         | 8                    | Alberto Giuliani                          | PalaSerenelli di Loreto, AN            |
| Eurosport Cosenza             | 2                    | Mario Di Pietro, poi Giovanni Torchio     | PalaFerraro di Cosenza                 |
| Indeco Molfetta               | 1                    | Luigi Spaccavento, poi Ermanno Piacentini | PalaPoli di Molfetta, BA               |
| Marmi Lanza Verona            | 4                    | Bruno Bagnoli                             | PalaOlimpia di Verona                  |
| Rocknowar! Onlus Formigine    | 3                    | Riccardo Provvedi                         | PalaFormigine di Formigine, MO         |
| Salento d'Amare Taviano       | 1                    | Alberto Di Mattia                         | PalaIngrosso di Taviano, LE            |
| Samgas Crema                  | 5                    | Mario Motta                               | PalaBertoni di Crema, CR               |
| Samia Schio                   | 7                    | Luigi Schiavon                            | PalaCampagnola di Schio, VI            |
| Sira Cucine Ancona            | 1                    | Johnathan Carbonetti                      | PalaVeneto di Ancona                   |
| Terra Sarda Cagliari          | 5                    | Emanuele Fracascia                        | Palazzetto dello Sport di Cagliari     |
| Tonno Callipo Vibo Valentia   | 3                    | Claudio Torchia, poi Daniele Ricci        | Palasport di Vibo Valentia             |
| Videx Royal Pat Grottazzolina | 8                    | Daniele Rovinelli, poi Romano Giannini    | PalaGrottazzolina di Grottazzolina, AP |

## Classifica
| Pos. | Squadra                       | Pt | G  | V  | P  | SV | SP |
| ---- | ----------------------------- | -- | -- | -- | -- | -- | -- |
| 1.   | Marmi Lanza Verona            | 84 | 30 | 30 | 0  | 90 | 18 |
| 2.   | Tonno Callipo Vibo Valentia   | 68 | 30 | 23 | 7  | 78 | 41 |
| 3.   | Brill Rover Südtirol Bolzano  | 56 | 30 | 18 | 12 | 68 | 45 |
| 4.   | Esse-Ti Carilo Loreto         | 54 | 30 | 19 | 11 | 66 | 49 |
| 5.   | Terra Sarda Cagliari          | 52 | 30 | 18 | 12 | 62 | 54 |
| 6.   | Samgas Crema                  | 50 | 30 | 18 | 12 | 67 | 56 |
| 7.   | Armet Bassano del Grappa      | 44 | 30 | 15 | 15 | 60 | 60 |
| 8.   | Samia Schio                   | 44 | 30 | 13 | 17 | 59 | 64 |
| 9.   | Salento d'Amare Taviano       | 41 | 30 | 13 | 17 | 59 | 68 |
| 10.  | Conad Forlì                   | 41 | 30 | 13 | 17 | 55 | 64 |
| 11.  | Codyeco Santa Croce           | 38 | 30 | 13 | 17 | 58 | 66 |
| 12.  | Videx Royal Pat Grottazzolina | 36 | 30 | 12 | 18 | 53 | 67 |
| 13.  | Indeco Molfetta               | 33 | 30 | 11 | 19 | 50 | 71 |
| 14.  | Sira Cucine Ancona            | 32 | 30 | 10 | 20 | 47 | 71 |
| 15.  | Eurosport Cosenza             | 29 | 30 | 8  | 22 | 75 | 74 |
| 16.  | Rocknowar! Onlus Formigine    | 18 | 30 | 6  | 24 | 31 | 80 |

| Promossa in Serie A1 | Promossa dopo play-off | Retrocesse in Serie B |

## Risultati

### Tabellone
|               | Ancona | Bassano | Bolzano | Cagliari | Cosenza | Crema | Forlì | Formigine | Grottazzolina | Loreto | Molfetta | Santa Croce | Schio | Taviano | Verona | Vibo Valentia |
| ------------- | ------ | ------- | ------- | -------- | ------- | ----- | ----- | --------- | ------------- | ------ | -------- | ----------- | ----- | ------- | ------ | ------------- |
| Ancona        | XXX    | 2-3     | 0-3     | 1-3      | 3-2     | 2-3   | 3-1   | 3-1       | 0-3           | 0-3    | 3-1      | 3-1         | 1-3   | 3-2     | 0-3    | 3-1           |
| Bassano       | 3-2    | XXX     | 1-3     | 2-3      | 3-2     | 3-0   | 3-1   | 3-0       | 3-0           | 2-3    | 3-2      | 2-3         | 3-0   | 3-0     | 0-3    | 1-3           |
| Bolzano       | 3-0    | 3-1     | XXX     | 1-3      | 3-0     | 3-0   | 3-0   | 3-0       | 2-3           | 2-3    | 1-3      | 2-3         | 3-0   | 1-3     | 0-3    | 3-0           |
| Cagliari      | 0-3    | 3-0     | 3-0     | XXX      | 3-2     | 2-3   | 3-2   | 3-1       | 3-2           | 3-0    | 3-1      | 3-1         | 1-3   | 3-0     | 1-3    | 1-3           |
| Cosenza       | 3-1    | 1-3     | 0-3     | 1-3      | XXX     | 3-2   | 3-2   | 3-1       | 3-1           | 1-3    | 3-0      | 3-1         | 2-3   | 3-0     | 0-3    | 2-3           |
| Crema         | 3-2    | 3-0     | 2-3     | 3-0      | 3-1     | XXX   | 3-0   | 3-0       | 3-2           | 3-2    | 3-0      | 3-2         | 3-1   | 3-1     | 1-3    | 3-1           |
| Forlì         | 3-1    | 3-1     | 0-3     | 1-3      | 3-0     | 3-1   | XXX   | 3-0       | 3-1           | 2-3    | 2-3      | 1-3         | 3-1   | 3-2     | 0-3    | 0-3           |
| Formigine     | 3-1    | 0-3     | 0-3     | 1-3      | 3-2     | 0-3   | 0-3   | XXX       | 0-3           | 0-3    | 3-2      | 1-3         | 1-3   | 2-3     | 0-3    | 0-3           |
| Grottazzolina | 3-2    | 3-0     | 2-3     | 3-2      | 3-0     | 2-3   | 3-1   | 3-2       | XXX           | 0-3    | 0-3      | 1-3         | 1-3   | 0-3     | 0-3    | 1-3           |
| Loreto        | 0-3    | 3-2     | 0-3     | 3-0      | 3-1     | 3-1   | 1-3   | 3-0       | 3-0           | XXX    | 3-1      | 3-1         | 3-0   | 3-0     | 0-3    | 1-3           |
| Molfetta      | 2-3    | 1-3     | 3-2     | 1-3      | 3-0     | 3-1   | 2-3   | 0-3       | 3-1           | 2-3    | XXX      | 3-2         | 0-3   | 3-2     | 1-3    | 0-3           |
| Santa Croce   | 3-0    | 3-1     | 3-2     | 1-3      | 3-1     | 3-1   | 1-3   | 1-3       | 1-3           | 1-3    | 3-0      | XXX         | 1-3   | 3-1     | 1-3    | 1-3           |
| Schio         | 3-1    | 2-3     | 2-3     | 3-0      | 3-1     | 3-2   | 2-3   | 3-1       | 1-3           | 3-1    | 1-3      | 2-3         | XXX   | 2-3     | 2-3    | 1-3           |
| Taviano       | 3-1    | 2-3     | 1-3     | 3-1      | 3-2     | 2-3   | 3-1   | 3-0       | 2-3           | 3-1    | 2-3      | 3-2         | 3-2   | XXX     | 2-3    | 3-2           |
| Verona        | 3-0    | 3-0     | 3-0     | 3-0      | 3-0     | 3-0   | 3-0   | 3-2       | 3-2           | 3-2    | 3-0      | 3-1         | 3-0   | 3-0     | XXX    | 3-1           |
| Vibo Valentia | 3-0    | 3-2     | 3-1     | 3-0      | 3-0     | 3-2   | 3-2   | 2-3       | 3-1           | 3-1    | 3-1      | 3-0         | 3-1   | 3-1     | 2-3    | XXX           |

### Play-off Promozione
|  | Semifinali | Semifinali    | Semifinali | Semifinali | Semifinali |  |  | Finale | Finale        | Finale | Finale | Finale |  |
|  |            |               |            |            |            |  |  |        |               |        |        |        |  |
|  | 2          | Vibo Valentia | 3          | 2          | 3          |  |  |        |               |        |        |        |  |
|  | 5          | Cagliari      | 1          | 3          | 0          |  |  | 2      | Vibo Valentia | 3      | 2      | 3      |  |
|  | 3          | Bolzano       | Bolzano    | 3          | 3          |  |  | 3      | Bolzano       | 0      | 3      | 2      |  |
|  | 4          | Loreto        | Loreto     | 2          | 1          |  |  |        |               |        |        |        |  |